# Entephria aleutiata
Entephria aleutiata là một loài bướm đêm trong họ Geometridae.